# Trägheitskraft
In der klassischen Mechanik ist die Trägheit eine Erfahrungstatsache: Physikalische Körper ohne äußere Krafteinwirkung verharren in ihrem Bewegungszustand. Die bei der Änderung des Bewegungszustandes auftretende Trägheitskraft wird verstanden als …
- … Widerstand, den jeder Körper einer tatsächlichen Beschleunigung seiner Bewegung entgegensetzt. Diesen Trägheitswiderstand entwickelt der beschleunigte Körper „von innen heraus“, einfach weil er Masse hat. Er lässt sich durch eine Kraft ausdrücken, nämlich durch die d’Alembertsche Trägheitskraft. Die d’Alembertsche Trägheitskraft (benannt nach Jean-Baptiste le Rond d’Alembert) hat immer eine wohldefinierte Größe, denn sie ist entgegengesetzt gleich zur Summe aller von außen wirkenden Kräfte.
- … Kraft auf einen Körper, die zusätzlich zu spürbaren äußeren Kräften angenommen wird, um seine Dynamik zu deuten, wenn seine Bewegung im Rahmen eines beschleunigten Bezugssystems beschrieben wird (etwa relativ zum bremsenden Auto, zur rotierenden Drehscheibe auf dem Spielplatz oder zur Erdoberfläche). Die so definierte Trägheitskraft tritt, auch bei Abwesenheit von äußeren Kräften, in jedem beschleunigten Bezugssystem auf. Ihre Stärke und Richtung an einem bestimmten Ort sind keine feststehenden Größen, sondern hängen von der Wahl des beschleunigten Bezugssystems ab. In einem Inertialsystem tritt diese Trägheitskraft gar nicht auf. Deshalb wird sie häufig als Scheinkraft bezeichnet.[1]

Nach Betrag und Richtung ist die d’Alembertsche Trägheitskraft gleich der Scheinkraft (nach der Definition im zweiten Punkt), wenn für die Beschreibung der Bewegung dasjenige beschleunigte Bezugssystem gewählt wurde, das sich mit dem beschleunigten Körper mitbewegt.
Obwohl die Trägheitskraft als rein formale Größe definiert wird, ist sie häufig für das Verständnis von Alltagserfahrungen von Nutzen. Einfache Beispiele sind, wenn man sich im Auto bei starken Bremsen nach vorne in die Gurte gedrückt fühlt oder bei engen Kurven gegen die Seitenwand. In allen solchen Fällen geht die Wirkung, die scheinbar von der Trägheitskraft verursacht wird, auf das Wirken echter äußerer Kräfte zurück. In den beiden Beispielen etwa üben die Gurte auf den Körper eine nach hinten gerichtete Zugkraft aus, die ihn so verlangsamt, dass er nicht vom ebenfalls langsamer werdenden Sitz nach vorne rutscht, und ebenso wirkt die Seitenwand seitlich auf den Körper ein, so dass seine Bewegungsrichtung gegenüber der Erde ständig der Kurvenfahrt angepasst wird.
Die Trägheitskraft genügt nicht dem Prinzip von Actio und Reactio, denn es gibt keinen zweiten Körper, von dem sie ausgeht. Sowohl die Trägheitskraft im beschleunigten Bezugssystem als auch d’Alembertsche Trägheitskraft sind proportional zur Masse des Körpers. Deshalb werden die Trägheitskräfte auch Massenkräfte genannt.
Zu den bekannten Erscheinungsformen zählen die Trägheitskraft beim Anfahren und Abbremsen, die Zentrifugalkraft und die Corioliskraft. Die Gravitation zählt in der klassischen Mechanik zu den spürbaren äußeren Kräften. Da aber nach dem Äquivalenzprinzip auch die Gravitation eine Massenkraft ist und sich eine konstante geradlinige Beschleunigung nicht vom Wirken eines homogenen Gravitationsfeldes unterscheiden lässt, ist es möglich, auch die Gravitation als vom Bezugssystem abhängige Trägheitskraft aufzufassen. Dies ist der Ausgangspunkt der Allgemeinen Relativitätstheorie.
Trägheitskräfte sind in der theoretischen und in der technischen Mechanik hilfreiche Größen für das Aufstellen und Lösen von Bewegungsgleichungen mechanischer Systeme.

## Einleitung

### Kurzfassung aus der Technischen Mechanik
Das zweite newtonsche Gesetz „Kraft gleich Masse mal Beschleunigung“ hat Jean-Baptiste le Rond d’Alembert erstmals als Gleichgewicht zwischen der einwirkenden Kraft und einer Trägheitskraft interpretiert, die der Impulsänderung „Masse mal Beschleunigung“ entgegengesetzt ist, siehe Dynamisches Gleichgewicht (Technische Mechanik).:195
Mit Scheinkräften interpretiert ein beschleunigt bewegter Beobachter die von ihm als beschleunigt wahrgenommene Bewegung eines Körpers, der an sich (in einem Inertialsystem) kräftefrei ist, ruht oder sich gleichförmig bewegt.
In der Sprache der Technischen Mechanik ist das zweite newtonsche Gesetz eine Vektorgleichung {\displaystyle {\vec {F}}=m{\vec {a}}} mit Kraft {\displaystyle {\vec {F}}}, Masse {\displaystyle m} und Beschleunigung {\displaystyle {\vec {a}}}. Die im Inertialsystem K auftretende Absolutbeschleunigung {\displaystyle {\vec {a}}} besteht im beschleunigten Bezugssystem K' des Beobachters aus mehreren Termen
{\displaystyle {\begin{aligned}{\vec {a}}=&{\vec {a}}_{\mathrm {trans} }+{\dot {\vec {\omega }}}\times {\vec {r}}'+{\vec {\omega }}\times ({\vec {\omega }}\times {\vec {r}}')+2{\vec {\omega }}\times {\vec {v}}'+{\vec {a}}'\\{\vec {F}}=&m{\vec {a}}=m{\big (}{\vec {a}}_{\mathrm {trans} }+{\dot {\vec {\omega }}}\times {\vec {r}}'+{\vec {\omega }}\times ({\vec {\omega }}\times {\vec {r}}')+2{\vec {\omega }}\times {\vec {v}}'+{\vec {a}}'{\big )}\end{aligned}}}
mit denen das zweite newtonsche Gesetz in K':282
{\displaystyle {\begin{aligned}m{\vec {a}}'=&{\vec {F}}+{\vec {F}}_{f}+{\vec {F}}_{c}\\{\vec {F}}_{f}=&-m{\vec {a}}_{\mathrm {trans} }-m{\dot {\vec {\omega }}}\times {\vec {r}}'-m{\vec {\omega }}\times ({\vec {\omega }}\times {\vec {r}}')\\{\vec {F}}_{c}=&-2m{\vec {\omega }}\times {\vec {v}}'\end{aligned}}}
lautet, worin die Führungskraft {\displaystyle {\vec {F}}_{f}} und Corioliskraft {\displaystyle {\vec {F}}_{c}} die  Scheinkräfte darstellen. Weiters sind {\displaystyle {\vec {a}}_{\mathrm {trans} }} die translatorische Beschleunigung von K' in K, {\displaystyle {\vec {\omega }},\,{\dot {\vec {\omega }}}} die Winkelgeschwindigkeit bzw. Winkelbeschleunigung des Bezugssystems K' in K, und die relativen Größen {\displaystyle {\vec {r}}',\,{\vec {v}}',\,{\vec {a}}'} Ort, Geschwindigkeit bzw. Beschleunigung werden in K' beobachtet, siehe Beschleunigtes Bezugssystem.

### Überblick
Eine Grundlage der Erklärung der Trägheitskräfte ist das Trägheitsprinzip, das für Bewegungen gilt, die relativ zu einem Inertialsystem beschrieben werden. Demnach erfolgt die Bewegung eines Körpers geradlinig-gleichförmig, wenn keine äußere Kraft auf ihn einwirkt. Dies schließt ein, dass ein ruhender Körper ohne das Einwirken einer äußeren Kraft auch in Ruhe bleibt, denn Ruhe ist als Bewegung mit der Geschwindigkeit null anzusehen. Wenn aber eine äußere Kraft wirkt, dann bewegt sich der Körper nicht mehr geradlinig-gleichförmig, eine solche Veränderung des Bewegungszustandes wird als Beschleunigung bezeichnet. Eine beschleunigte Bewegung ist nicht nur das Abbremsen oder Beschleunigen einer geradlinigen Bewegung (Abweichung von der Gleichförmigkeit), sondern auch jede Bewegung auf einer gekrümmten Bahn (Abweichung von der Geradlinigkeit), also z. B. auch, wenn der Gegenstand sich mit konstantem Tempo, d. h. konstantem Geschwindigkeitsbetrag, auf einer Kreisbahn bewegt.
Wenn nun ein Körper durch eine äußere Kraft beschleunigt wird, dann setzt er dieser Kraft einen Trägheitswiderstand entgegen. Das negative Produkt aus Masse und Beschleunigung des Körpers wird d’Alembertsche Trägheitskraft genannt, in der Technischen Mechanik auch einfach Trägheitskraft ohne Zusatz. Sie ist demnach gemäß dem zweiten Newtonschen Gesetz (oder der Grundgleichung der Mechanik) genau das Negative der äußeren Kraft, sodass die Summe aus beiden null ist. Zusammen mit den von außen wirkenden Kräften bildet diese d’Alembertsche Trägheitskraft daher ein dynamisches Gleichgewicht. Die d’Alembertsche Trägheitskraft wird auch als Trägheitswiderstand bezeichnet oder – weil sie von der Masse des Körpers verursacht wird und lokal proportional zur Dichte ist – als Massenkraft.
Ein anderer Zugang zur Trägheitskraft ergibt sich, wenn man die Bewegung eines kräftefreien Körpers nicht relativ zu einem Inertialsystem beschreibt, sondern aus der Sicht eines beschleunigten Bezugssystems. Gerade weil dieser kräftefreie Körper in einem Inertialsystem ruht oder sich geradlinig-gleichförmig bewegt, erscheint er im beschleunigten Bezugssystem in einer beschleunigten Bewegung. Schließt man daraus – ohne die Beschleunigung des Bezugssystems zu beachten – auf das Wirken einer Kraft, so ergibt sich die Trägheitskraft im beschleunigten Bezugssystem. Mit ihrer Mitwirkung kann man also die im beschleunigten Bezugssystem beobachtete Beschleunigung nach dem zweiten Newtonschen Gesetz erklären, ohne die beschleunigte Bewegung des Bezugssystems selbst zu beachten. Die Trägheitskraft im beschleunigten Bezugssystem existiert sozusagen nicht „real“ wie die äußeren Kräfte, die nach Stärke und Richtung unabhängig von der Bewegung des Bezugssystems sind (außer in der Relativitätstheorie, wo auch die „realen“ Kräfte in verschiedenen Bezugssystemen verschieden sind), sondern nur zum Zweck der Beschreibung der Bewegung mithilfe des zweiten Newtonschen Gesetzes im Rahmen des beschleunigten Bezugssystems. Sie wird daher auch als „Scheinkraft“, „Pseudokraft“ oder „fiktive Kraft“ bezeichnet. In Berechnungen von Bewegungen relativ zu einem beschleunigten Bezugssystem wird sie wie eine weitere äußere Kraft behandelt, und ihre Wirkungen in diesem Bezugssystem sind auch genauso real wie die der „realen“ äußeren Kräfte.
Man bemerkt die Trägheitskraft häufig, wenn man gegenüber dem festen Erdboden beschleunigt wird. Dabei bildet die feste Erdoberfläche ein Inertialsystem – zwar nicht exakt, aber doch jedenfalls näherungsweise. Intuitiv wählt man aber häufig den eigenen Körper und eventuell seine nähere Umgebung als Bezugssystem seiner Beobachtung von Ruhe, Bewegung und Beschleunigung und interpretiert die Bewegung damit von einem beschleunigten Bezugssystem aus. Beispiele sind die gefühlte Trägheit des eigenen Körpers beim Anfahren oder Bremsen der Straßenbahn oder des Fahrstuhls, die Zentrifugalkraft bei Kurvenfahrten z. B. im Auto, Riesenrad oder Kettenkarussell. Weniger intuitiv verständlich ist die Corioliskraft, die z. B. großräumige Luftströmungen aufgrund der Rotation der Erdoberfläche zu Hoch- und Tiefdruckwirbeln formt. Betrachtet man aber die betreffende Bewegung des Körpers von einem Inertialsystem aus, so erweisen sich die der Trägheitskraft zugeschriebenen Wirkungen ausnahmslos als Folge des Trägheitsprinzips in Verbindung mit äußeren Kräften, die von anderen Körpern ausgehen.

## D’Alembertsche Trägheitskraft

### Definition
Beim Begriff der d’Alembertschen Trägheitskraft legt man ein Inertialsystem zugrunde. Die sich darin zeigende absolute Beschleunigung {\displaystyle {\vec {a}}} ist in der klassischen Mechanik durch das zweite Newtonsche Gesetz mit der Gesamtheit der äußeren Kräfte {\displaystyle {\vec {F}}} verknüpft:
{\displaystyle {\vec {F}}=m\,{\vec {a}}}
oder
{\displaystyle {\vec {F}}-m{\vec {a}}={\vec {0}}.}
Wird darin {\displaystyle -m{\vec {a}}} formal als Kraft {\displaystyle F_{\text{T}}} aufgefasst, so erhält man mit
{\displaystyle {\vec {F}}+{\vec {F}}_{T}={\vec {0}}}
eine Gleichung, die in der Statik das Gleichgewicht der Kräfte beschreibt und als dynamisches Gleichgewicht bekannt ist. Der Unterschied ist, dass {\displaystyle F_{\text{T}}} nicht auf eine Wechselwirkung mit einem anderen Körper zurückzuführen, sondern eine Scheinkraft ist. Sie wird in der Technischen Mechanik d’Alembertsche Trägheitskraft genannt, in einigen Werken der Physik oder der Theoretischen Mechanik auch nur Trägheitskraft.
Die d’Alembertsche Trägheitskraft ist die mathematische Präzisierung der „vis inertiae“, die von Newton eingeführt wurde und solange existiert, wie die Geschwindigkeit eines Körpers durch eine äußere Kraft in Richtung und/oder Betrag geändert wird. Damit überwand Newton die ältere Bedeutung der vis inertiae, die seit dem Altertum darin bestanden hatte, aller Materie (um sie vom Geist zu unterscheiden) die Eigenschaft der Trägheit zuzuschreiben. Diese sollte sich dadurch äußern, dass ein Körper sich durch seine Trägheitskraft jeder Bewegung überhaupt und auch jeder Änderung einer bestehenden Bewegung widersetzt. Daneben definierte Newton in seinen Axiomen die bewegende Kraft („vis motrix“) als Ursache jeder Änderung des Bewegungszustandes, und dies wurde nach der Ausformulierung der Newtonschen Mechanik durch Euler allmählich zur genauen Bedeutung von „Kraft“ in der Mechanik.

### Beziehung zur Trägheitskraft in beschleunigten Bezugssystemen
Die im Inertialsystem ermittelte d’Alembertsche Trägheitskraft ist genau so groß wie die Trägheitskraft im beschleunigten Bezugssystem, die man für den Fall ermittelt, wo man als beschleunigtes Bezugssystem gerade das Ruhesystem des betreffenden Körpers zugrunde legt. Überhaupt führt die konkrete Behandlung einer mechanischen Frage immer zu übereinstimmenden Ergebnissen, unabhängig davon, ob die Rechnung mit oder ohne Benutzung der d’Alembertschen Trägheitskraft durchgeführt wird.
Unter Einbeziehung der d’Alembertschen Trägheitskraft ergibt die Kräftebilanz eines Körpers immer null, wie im Fall eines statischen Gleichgewichts oder der kräftefreien Bewegung. Daher muss betont werden, dass die d’Alembertsche Trägheitskraft keine Kraft im Sinne der Newtonschen Axiome ist, in denen die Kraft ganz allgemein als die Ursache von Beschleunigung definiert wird.

## Trägheitskräfte im beschleunigten Bezugssystem

### Begriffsbildung
Die Trägheitskraft im beschleunigten Bezugssystem (in der Physik oft nur kurz als Trägheitskraft bezeichnet) wird benötigt, um die Dynamik von Körpern in einem beschleunigten Bezugsystem zu beschreiben. Sie lässt sich analytisch in vier Anteile zerlegen. Grundlage der Definition nach Leonhard Euler ist das Trägheitsprinzip (oder Erstes Newtonsches Gesetz). Demzufolge gibt es unter den verschiedenen Bezugssystemen solche, in denen jeder sich selbst überlassene Körper sich mit seiner momentanen Geschwindigkeit geradlinig-gleichförmig weiterbewegt (einschließlich des Sonderfalls Geschwindigkeit null). Jede Abweichung von dieser kräftefreien, geradlinig-gleichförmigen Bewegung wird als Beschleunigung bezeichnet und gilt als Beweis, dass eine äußere Kraft auf den Körper einwirkt. Diese Bezugssysteme werden seit 1886 als Inertialsysteme bezeichnet. Als „beschleunigtes Bezugssystem“ wird ein Bezugssystem bezeichnet, das gegenüber einem Inertialsystem in beschleunigter Bewegung ist.
Relativ zu einem solchen beschleunigten Bezugssystem erscheint die im Inertialsystem geradlinig-gleichförmige Bewegung des Körpers nicht geradlinig-gleichförmig, also beschleunigt. Nach Euler werden auch diese, in gewissem Sinn „scheinbaren“ Beschleunigungen als Folge einer „scheinbar“ einwirkenden Kraft angesehen. Diese Kraft wird „Trägheitskraft“ genannt, denn sie entsteht nicht wie die äußeren Kräfte aus der Einwirkung anderer Körper, sondern verdankt ihre Existenz einzig der Trägheit des Körpers in Verbindung mit der Wahl eines beschleunigten Bezugssystems. Größe und Richtung der so erschlossenen Trägheitskraft werden aus dem Produkt von Masse des Körpers und seiner Beschleunigung, soweit sie nicht von der äußeren Kraft hervorgerufen ist, ermittelt.
In einfachen Fällen ergibt sich die Trägheitskraft bei jeweils geeigneter Wahl des beschleunigten Bezugssystems in einer der im Folgenden beschriebenen vier Formen: Trägheitskraft beim Beschleunigen oder Abbremsen, Zentrifugalkraft, Corioliskraft, Eulerkraft. In den meisten Fällen aber ist die gesamte Trägheitskraft eine Summe aller vier Arten von Trägheitskräften. Die Abhängigkeit der Trägheitskräfte von der Wahl des Bezugssystems zeigt sich auch darin, dass sie in einem Inertialsystem gar nicht auftreten, und dass ein und derselbe Vorgang je nach Wahl des Bezugssystems durch verschiedene Kombinationen der genannten Formen der Trägheitskräfte erklärt wird. Es gibt keinen „wirklichen“, d. h. von der Wahl eines Bezugssystems unabhängigen Wert für die Trägheitskraft, und auch nicht für die vier einzelnen oben erwähnten Erscheinungsformen.
Wählt man für einen bestimmten Vorgang ein Bezugssystem, in dem der Körper ruht, so stimmen die Trägheitskraft im beschleunigten Bezugssystem und die d’Alembertsche Trägheitskraft nach Betrag und Richtung überein. Trotzdem dürfen beide Begriffe nicht gleichgesetzt werden, denn ihr Gebrauch ist an entgegengesetzte Voraussetzungen geknüpft: Die d’Alembertsche Trägheitskraft setzt ein Inertialsystem voraus, die Trägheitskraft im beschleunigten Bezugssystem ein Nicht-Inertialsystem.
Sind im gewöhnlichen Fall auch andere Kräfte zu berücksichtigen (was daran zu erkennen ist, dass auch vom Inertialsystem aus gesehen die Bewegung des Körpers nicht geradlinig-gleichförmig verläuft), werden diese zu der Trägheitskraft vektoriell addiert, um die Gesamtkraft zu erhalten. Mit dieser Gesamtkraft gilt dann das 2. Newtonsche Gesetz auch für die Bewegungen, wie sie relativ zu diesem beschleunigten Bezugssystem beobachtet werden.
Die formelmäßige Bestimmung der einzelnen Trägheitskräfte erhält man, indem man die gegebene Bewegung vom Inertialsystem aus betrachtet und die Koordinaten aus der Bewegung des beschleunigten Bezugssystems gegenüber dem Inertialsystem und der Bewegung des Körpers relativ zum beschleunigten Bezugssystem zusammensetzt („zusammengesetzte Bewegung“). Die Gleichung für die Absolutbeschleunigung im Inertialsystem wird umgestellt, um die Relativbeschleunigung zu erhalten. Durch Multiplikation mit der Masse erhält man die Ausdrücke für die Trägheitskräfte.

### Trägheitskraft beim Beschleunigen oder Abbremsen
In der Trägheitskraft im beschleunigten Bezugssystem unterscheidet man vier Beiträge, die in den folgenden Absätzen am Beispiel eines Mitfahrers in einem Fahrzeug anschaulich einzeln dargestellt werden. Das bewegte Bezugssystem ist jeweils fest mit dem Fahrzeug verbunden, und der Mitfahrer, der hier auch der Beobachter ist, bleibt relativ zu diesem Bezugssystem (praktisch) in Ruhe. (Von anderen Bezugssystemen aus würde sich aus der Betrachtung derselben Bewegung jeweils eine andere Trägheitskraft ergeben, wobei die einzelnen Arten sich auch vermischen können.) Das Inertialsystem ist mit dem Erdboden verbunden.
Ein Fahrzeug werde parallel zu seiner Geschwindigkeit {\displaystyle v_{B}} mit der Beschleunigung {\displaystyle a_{B}} beschleunigt ({\displaystyle a_{B}>0}) oder abgebremst ({\displaystyle a_{B}<0}).
Beobachtung im mitbewegten Bezugssystem: Auf einen Körper der Masse {\displaystyle m}, z. B. einen Fahrgast, wirkt die Trägheitskraft
{\displaystyle F_{T}=-m\,a_{B}.}
Die Trägheitskraft {\displaystyle F_{T}} ist der Beschleunigung des Bezugssystems entgegengerichtet. Beim „Gas geben“ drückt sie den Fahrgast nach hinten gegen die Rückenlehne, beim Bremsen nach vorne gegen die Gurte.
Beobachtung im Inertialsystem: Damit der Fahrgast synchron mitbeschleunigt wird, muss auf ihn die Kraft {\displaystyle F=+m\,a_{B}} wirken. Beim Gasgeben übt seine Rückenlehne diese Kraft aus („Schub“). Beim Abbremsen wird er durch die Kraft verlangsamt, die der Gurt auf ihn ausübt („negativer Schub“).
Weitere Beispiele: Aufprall beim Fall auf den Boden oder beim Auffahrunfall, leichter/schwerer werden beim Anfahren/Abbremsen des Fahrstuhls, Umkippen aufrecht stehender Gegenstände bei seitlicher Beschleunigung der Unterlage (auch bei Erdbeben), Schütteln und Rütteln.

### Zentrifugalkraft
Ein Fahrzeug fährt mit der konstanten Geschwindigkeit {\displaystyle v_{B}} durch eine Kurve mit Radius {\displaystyle R}.
Beobachtung im rotierenden Bezugssystem: Auf einen mitbewegten Körper der Masse {\displaystyle m} wirkt die Trägheitskraft
{\displaystyle F_{T}={\frac {m\,v_{B}^{2}}{R}}.}
Diese Trägheitskraft ist vom Kurvenmittelpunkt radial nach außen gerichtet und heißt Zentrifugalkraft. Sie drückt den Fahrgast gegen die in der Kurve außen liegende Seitenlehne.
Beobachtung im Inertialsystem: Damit der Fahrgast relativ zu seinem Sitz in Ruhe bleibt, muss er dieselbe Kreisbahn durchlaufen wie das Fahrzeug. Dazu muss auf ihn die Kraft {\displaystyle F={\frac {m\,v_{B}^{2}}{R}}} in Richtung zum Kurvenmittelpunkt wirken (Zentripetalkraft). Anderenfalls würde er sich geradeaus weiter bewegen. Diese Kraft wird von der außen liegenden Seitenlehne auf ihn ausgeübt.
Weitere Beispiele: Wäscheschleuder, nach außen gedrängte Sitze im Kettenkarussell, das Ausbrechen aus der Kurve beim Auto- oder Fahrradfahren, das Gefühl der abnehmenden Schwere im Riesenrad oben.

### Corioliskraft
Ein Kind sitzt in einem Karussell und will eine Kugel in einen Korb werfen, der im Mittelpunkt des Karussells steht. Es zielt genau zur Mitte, doch wenn das Karussell sich dreht, fliegt die Kugel trotzdem neben dem Korb vorbei. (Kind und Korb befinden sich auf gleicher Höhe; die Schwerkraft sei bei der Betrachtung außer Acht gelassen.)
Beobachtung im mitbewegten Bezugssystem: Die Kugel wird mit Geschwindigkeit {\displaystyle v'} radial nach innen losgeworfen und fliegt mit konstanter Geschwindigkeit, vollführt aber keine geradlinige Bewegung. Stattdessen beschreibt sie eine zur Seite gekrümmte Kurve. Denn quer zu ihrer Geschwindigkeitsrichtung wirkt in horizontaler Richtung die Trägheitskraft
{\displaystyle F_{T}=2m\,v'\,\omega .}
Darin ist {\displaystyle \omega ={\frac {2\pi }{\mathrm {Dauer\ einer\ Umdrehung} }}} die Winkelgeschwindigkeit des Karussells.
Beobachtung im Inertialsystem: Die fliegende Kugel ist kräftefrei und macht eine geradlinig-gleichförmige Bewegung mit der Geschwindigkeit, die ihr zu Anfang erteilt wurde. Nach Betrag und Richtung setzt diese sich zusammen aus der Geschwindigkeit {\displaystyle v'}, die das Kind der Kugel in der Richtung mitgibt, die im Moment des Abwurfs radial nach innen zeigt, und der Geschwindigkeit {\displaystyle v_{B}}, mit der das Kind (bzw. der Beobachter) selber sich zu diesem Zeitpunkt in tangentialer Richtung mit dem Karussell mitbewegt. Diese beiden Geschwindigkeiten stehen im rechten Winkel zueinander. Die Richtung der daraus zusammengesetzten Gesamtgeschwindigkeit zeigt am Korb vorbei.
Die Corioliskraft tritt in einem rotierenden Bezugssystem immer auf, wenn ein Körper darin nicht ruht, sondern sich relativ zu diesem, und zwar nicht parallel zur Drehachse, bewegt. Man kann sie wie jede Trägheitskraft am eigenen Körper dann spüren, wenn man „dagegenhalten“ muss, um sie zu kompensieren, z. B. wenn man auf der Drehscheibe des Kinderspielplatzes auf gerader Linie nach innen gehen will, ohne seitlich abgelenkt zu werden. Die einfachsten Beispiele für die Corioliskraft betreffen solche radiale Bewegungen. Im allgemeinen Fall hat die Relativgeschwindigkeit {\displaystyle {\vec {v}}'} außer einer radialen auch eine tangentiale und eine achsenparallele Komponente. Die achsenparallele Komponente bleibt immer folgenlos. Die radiale Geschwindigkeitskomponente (wie in den obigen Beispielen) ruft eine tangentiale Corioliskraft hervor. Die tangentiale Geschwindigkeitskomponente, die entsteht, wenn der Körper sich anders um die Achse herum bewegt, als es einfach der Rotation des Bezugssystems entsprechen würde, bewirkt eine radial gerichtete Corioliskraft. Diese ist also parallel oder antiparallel zu der Zentrifugalkraft, die allein aufgrund der Rotation des Bezugssystems unverändert weiter besteht. Diese beiden radialen Kräfte zusammen ergeben eine radiale Kraft, die der zu einer erhöhten oder verringerten Umlaufgeschwindigkeit gehörenden Zentrifugalkraft entspricht. Im ruhenden Bezugssystem betrachtet bewegt sich der Körper aufgrund seiner tangentialen Relativgeschwindigkeit tatsächlich mit dieser veränderten Umlaufgeschwindigkeit. (Steht man z. B. auf einer Drehscheibe still, spürt man nur die Zentrifugalkraft und muss sie durch eine gleich große Zentripetalkraft ausgleichen. Läuft man aber in konstantem Abstand von der Achse entgegen der Drehbewegung, dann scheint sich die Zentrifugalkraft zu verringern, obwohl die Scheibe unverändert rotiert. Der Grund ist die zusätzlich wirkende Corioliskraft radial nach innen. Läuft man nun gerade mit der Umlaufgeschwindigkeit der Scheibe entgegen ihrem Drehsinn, dann bleibt der Läufer für den ruhenden Beobachter außerhalb der Drehscheibe ja wegen des Laufens immer an derselben Stelle, d. h., er ruht im Inertialsystem und ist dort kräftefrei. Im rotierenden Bezugssystem ist dann die Corioliskraft genau doppelt so groß wie die Zentrifugalkraft. In der Summe entsteht so die nach innen gerichtete Scheinkraft, die als „Zentripetalkraft“ für die vom rotierenden Bezugssystem aus beobachtete Kreisbahn auf der Scheibe nötig ist.) Im allgemeinen Fall ergeben tangentiale und radiale Komponente der Corioliskraft zusammen, dass die Corioliskraft stets senkrecht auf der Geschwindigkeitsrichtung im rotierenden Bezugssystem (und auf der Drehachse) steht und daher die Bahn eines sonst kräftefreien Körpers zu einem Kreis umlenkt. Das ist z. B. an den Wolkenbildern um Hoch- und Tiefdruckgebiete zu sehen.
Weitere Beispiele: Drehung der Pendelebene beim Foucaultschen Pendel, subtropischer Passatwind und stratosphärischer Jetstream, Ostablenkung frei fallender Körper sowie sich horizontal vom Äquator weg bewegender Körper auf der Erde.

### Eulerkraft
Wenn die Winkelgeschwindigkeit eines rotierenden Bezugssystems nach Betrag und/oder Richtung variiert, tritt die Eulerkraft auf (wobei dieser Name sich nicht fest eingebürgert hat). Ein einfaches Beispiel mit Änderung des Betrags bei feststehender Richtung der Drehachse ist das Anfahren eines Karussells. Wenn man die Bewegung des Fahrgasts in dem Bezugssystem beschreibt, das sich mit dem Karussell zu drehen beginnt, ist seine Winkelbeschleunigung {\displaystyle {\dot {\omega }}={\frac {d\omega }{dt}}} und im Abstand {\displaystyle r'} von der Achse die Trägheitskraft {\displaystyle F_{T}=-m\,{\dot {\omega }}\,r'}. Sie ist der tangentialen Beschleunigung {\displaystyle a={\dot {\omega }}\,r'}, die man im Inertialsystem hier beobachtet, entgegengerichtet und unterscheidet sich in nichts von der Trägheitskraft beim Beschleunigen oder Abbremsen.
Wenn die Drehachse auch ihre Richtung verändern kann, ist die Eulerkraft gegeben durch die allgemeine Formel
{\displaystyle {\vec {F}}_{T}=-m\,{\dot {\vec {\omega }}}\times {\vec {r}}{\;'}.}
Darin ist der Vektor {\displaystyle {\dot {\vec {\omega }}}={\frac {d{\vec {\omega }}}{dt}}} die Winkelbeschleunigung, also nach Richtung und Betrag die Änderungsgeschwindigkeit der vektoriellen Winkelgeschwindigkeit {\displaystyle {\vec {\omega }}}.
Zur Erläuterung sei diese Trägheitskraft am Beispiel eines Massenpunktes betrachtet, der Teil eines horizontalen, schnelldrehenden, rotationssymmetrischen Kreisels ist, während dieser eine (langsame) Präzession um eine vertikale Achse ausführt (siehe).
Beobachtung im Inertialsystem: Wenn der Kreisel nicht präzediert, verläuft die Bahn des Massenpunkts kreisförmig in einer festen, senkrechten Ebene. Diese Kreisbewegung wird durch eine entsprechende Zentripetalkraft hervorgerufen, die hier nicht weiter betrachtet werden muss. Bei Präzession dreht sich die Bahnebene um eine senkrechte Achse. Die Bahn des Massenpunkts hat dadurch eine zusätzliche Krümmung, die am oberen und unteren Punkt entgegengesetzt und besonders groß ist, weil der Massenpunkt dann die Drehachse der Bahnebene passiert. Diese Krümmung kann nur durch eine zusätzliche äußere Kraft hervorgerufen sein, die parallel bzw. antiparallel zur Kreiselachse steht. Diese für die Präzession erforderliche äußere Zusatzkraft auf den Massenpunkt variiert also bei jeder Umdrehung des Kreisels. Da der Kreisel rotationssymmetrisch ist, ergibt sich in der Summe über alle Massenpunkte, dass die zusätzlichen Kräfte zusammen einem Drehmoment entsprechen. In einem Bezugssystem, in dem die Kreiselachse feststeht, das aber die schnelle Rotation des Kreisels nicht mitmacht, ist dies Drehmoment zeitlich konstant. Damit die Präzessionsbewegung des Kreisels so abläuft wie beobachtet, muss dies Drehmoment von außen konstant auf die Kreiselachse einwirken. Der Vektor des Drehmoments steht senkrecht auf der (horizontalen) Kreiselachse und auf der (vertikalen) Achse der Präzession. Bei ruhendem Kreisel würde die Achse dann einfach nach oben oder unten kippen.
In Demonstrationsversuchen mit einem kräftefreien Kreisel (wie in) wird das zur Präzession erforderliche äußere Drehmoment durch ein angehängtes Gewicht realisiert, beim schräg stehenden Spielzeugkreisel durch die am Schwerpunkt angreifende Schwerkraft.
Beobachtung im bewegten Bezugssystem: Legt man als bewegtes Bezugssystem das Ruhesystem des Massenpunkts zugrunde, dann ruht er relativ hierzu, obwohl die eben beschriebene äußere Zusatzkraft auf ihn wirkt. Der Grund ist, dass sie durch eine entgegengesetzt gleich große Trägheitskraft kompensiert ist, die gerade aus der besonderen Art der beschleunigten Bewegung dieses Bezugssystems entsteht. Diese Kraft ist die Eulerkraft.
(Das Bezugssystem ist hier so gewählt, dass seine Rotationsachse sich ändert und damit die Eulerkraft hervorbringt. Das Bezugssystem führt sowohl die schnelle Rotation um die horizontal liegende Kreiselachse als auch die langsame Präzession der Kreiselachse um die vertikale Achse durch den Aufhängepunkt aus. Um die Präzession zu erklären, wird häufig ein leichter vorstellbares Bezugssystem gewählt, in welchem die Kreiselachse ruht, der Kreisel sich aber dreht. Dies Bezugssystem zeigt nur die Präzession mit ihrer konstanten Winkelgeschwindigkeit, ruft also keine Eulerkraft hervor. Relativ zu diesem Bezugssystem bewegt sich aber der Massenpunkt und erfährt daher eine Corioliskraft. Diese stimmt an jedem Punkt seines Umlaufs mit der vorher – im Ruhesystem des Massenpunkts – ermittelten Eulerkraft überein. Z. B. ist die Corioliskraft am größten, wenn die Relativgeschwindigkeit des Massenpunkts senkrecht zur Rotationsachse des Bezugssystems, also der Präzessionsachse steht. Das geschieht am oberen und unteren Punkt der Kreisbahn, mit entgegengesetzten Vorzeichen der Corioliskraft.)
Weitere Beispiele: Kollermühle. Dort erhöht das Umlaufen der Mühlsteine den Druck auf die Unterlage, was wie im Fall der Präzession je nach Wahl des beschleunigten Bezugssystems durch eine Eulerkraft oder eine Corioliskraft zu erklären ist.

### Formeln

#### Notation
Um zwischen den Größen eines Objektes (Ort, Geschwindigkeit, Beschleunigung) in zwei Bezugssystemen zu unterscheiden, wird für die Beobachtungen im Inertialsystem die unveränderte Notation benutzt und für das beschleunigte Bezugssystem jeweils der gleiche Buchstabe mit einem Apostroph (engl. prime). Letzteres wird dann auch als „gestrichenes Bezugssystem“ bezeichnet, und alle darauf bezogenen Größen erhalten zur sprachlichen Unterscheidung den Zusatz „Relativ-“. Der Subindex {\displaystyle _{B}} steht für den Ursprung des gestrichenen Bezugssystems.
|                                                          | Bedeutung                                                  |
| -------------------------------------------------------- | ---------------------------------------------------------- |
| {\displaystyle m}                                        | Masse des betrachteten Körpers.                            |
| {\displaystyle {\vec {r}}}                               | Position des Objektes in S (Inertialsystem).               |
| {\displaystyle {\vec {r}}{\;'}}                          | Relativposition des Objektes in S′ (Nicht-Inertialsystem). |
| {\displaystyle {\vec {v}}={\dot {\vec {r}}}}             | Geschwindigkeit des Objektes in S                          |
| {\displaystyle {\vec {v}}{\;'}}                          | Relativgeschwindigkeit des Objektes in S′                  |
| {\displaystyle {\vec {a}}={\dot {\vec {v}}}}             | Beschleunigung des Objektes in S                           |
| {\displaystyle {\vec {a}}{\;'}}                          | Relativbeschleunigung des Objektes in S′                   |
| {\displaystyle {\vec {r}}_{B}}                           | Position des Ursprungs von S′ in S                         |
| {\displaystyle {\vec {v}}_{B}={\dot {\vec {r}}}_{B}}     | Geschwindigkeit des Ursprungs von S′ in S                  |
| {\displaystyle {\vec {a}}_{B}={\dot {\vec {v}}}_{B}}     | Beschleunigung des Ursprungs von S′ in S                   |
| {\displaystyle {\vec {\omega }}}                         | Winkelgeschwindigkeit des Systems S′ in S                  |
| {\displaystyle {\vec {\alpha }}={\dot {\vec {\omega }}}} | Winkelbeschleunigung des Systems S′ in S                   |

#### Translatorisch bewegtes Bezugssystem
Bewegt sich S′ im Inertialsystem S rein translatorisch, also ohne jede Drehung, dann bewegen sich alle Punkte, die in S′ ruhen, parallel zueinander mit derselben Geschwindigkeit {\displaystyle {\vec {v}}_{B}} wie der Ursprung. Eine Relativbewegung im Bezugssystem kommt additiv hinzu. Folglich gilt:
|                 | kinematische Größen in S                                                            |
| --------------- | ----------------------------------------------------------------------------------- |
| Position        | {\displaystyle {\vec {r}}={\vec {r}}_{B}+{\vec {r}}{\;'}}                           |
| Geschwindigkeit | {\displaystyle {\vec {v}}={\frac {d{\vec {r}}}{dt}}={\vec {v}}_{B}+{\vec {v}}{\;'}} |
| Beschleunigung  | {\displaystyle {\vec {a}}={\frac {d{\vec {v}}}{dt}}={\vec {a}}_{B}+{\vec {a}}{\;'}} |

Bei als bekannt vorausgesetzter äußerer Kraft {\displaystyle {\vec {F}}} gilt im Inertialsystem S die Newtonsche Bewegungsgleichung
{\displaystyle m{\vec {a}}={\vec {F}}.}
Wird die Beschleunigung {\displaystyle {\vec {a}}} in die Newtonsche Bewegungsgleichung eingesetzt, ergibt sich:
{\displaystyle m\left({\vec {a}}_{B}+{\vec {a}}{\;'}\right)={\vec {F}}}
Für die im beschleunigten Bezugssystem unbekannte Beschleunigung {\displaystyle {\vec {a}}{\;'}} ergibt sich dann:
{\displaystyle m{\vec {a}}{\;'}={\vec {F}}-m{\vec {a}}_{B}={\vec {F}}+{\vec {F}}_{T}}
Wird die Trägheitskraft {\displaystyle {\vec {F}}_{T}} in dieser Form mit berücksichtigt, kann man die ganze Newtonsche Mechanik auch im beschleunigten Bezugssystem anwenden.

#### Allgemein beschleunigtes Bezugssystem
Bei der Ableitung eines Vektors, der in einem rotierenden Bezugssystem gegeben ist, muss die Winkelgeschwindigkeit {\displaystyle {\vec {\omega }}} und die Winkelbeschleunigung {\displaystyle {\dot {\vec {\omega }}}} des Bezugssystems berücksichtigt werden. Die kinematischen Beziehungen lauten:
|                 | kinematische Größen in S |
| --------------- | --- |
| Position        | {\displaystyle {\vec {r}}={\vec {r}}_{B}+{\vec {r}}{\;'}} |
| Geschwindigkeit | {\displaystyle {\vec {v}}={\frac {d{\vec {r}}}{dt}}={\vec {v}}_{B}+{\vec {\omega }}\times {\vec {r}}{\;'}+{\vec {v}}{\;'}} |
| Beschleunigung  | {\displaystyle {\vec {a}}={\frac {d{\vec {v}}}{dt}}={\vec {a}}_{B}+{\vec {\omega }}\times ({\vec {\omega }}\times {\vec {r}}{\;'})+{\dot {\vec {\omega }}}\times {\vec {r}}{\;'}+2\,{\vec {\omega }}\times {\vec {v}}{\;'}+{\vec {a}}{\;'}} |

Setzt man die Absolutbeschleunigung {\displaystyle {\vec {a}}} in die Newtonsche Bewegungsgleichung ein, ergibt sich:
{\displaystyle m{\vec {a}}_{B}+m{\vec {\omega }}\times ({\vec {\omega }}\times {\vec {r}}{\;'})+m{\dot {\vec {\omega }}}\times {\vec {r}}{\;'}+2m\,{\vec {\omega }}\times {\vec {v}}{\;'}+m{\vec {a}}{\;'}={\vec {F}}}
Aufgelöst nach dem Term mit der Relativbeschleunigung folgt:
{\displaystyle m{\vec {a}}{\;'}={\vec {F}}\quad -m{\vec {a}}_{B}\quad \underbrace {-m{\vec {\omega }}\times ({\vec {\omega }}\times {\vec {r}}{\;'})} _{{\vec {F}}_{\mathrm {zentrifugal} }}\quad \underbrace {-m{\dot {\vec {\omega }}}\times {\vec {r}}{\;'}} _{{\vec {F}}_{\mathrm {Euler} }}\quad \underbrace {-2m\,{\vec {\omega }}\times {\vec {v}}{\;'}} _{{\vec {F}}_{\mathrm {Coriolis} }}={\vec {F}}+{\vec {F}}_{T}}
Der Term {\displaystyle {\vec {F}}_{\mathrm {T} }=-m{\vec {a}}_{B}+{\vec {F}}_{\mathrm {zentrifugal} }+{\vec {F}}_{\mathrm {Euler} }+{\vec {F}}_{\mathrm {Coriolis} }} ist die Trägheitskraft, die zusätzlich zur Kraft {\displaystyle {\vec {F}}} im beschleunigten Bezugssystem berücksichtigt werden muss.
Der Ausdruck {\displaystyle -m{\vec {a}}_{B}} rührt von der Beschleunigung des Bezugssystems her und hat keinen besonderen Namen. Weiter ist {\displaystyle {\vec {F}}_{\mathrm {zentrifugal} }=-m{\vec {\omega }}\times ({\vec {\omega }}\times {\vec {r}}{\;'})} die Zentrifugalkraft. Die Zentrifugalkraft ist auf einer Achse, die durch den Ursprung des Bezugssystems geht und in Richtung der Winkelgeschwindigkeit zeigt, null. Der Term {\displaystyle {\vec {F}}_{\mathrm {Euler} }=-m{\dot {\vec {\omega }}}\times {\vec {r}}{\;'}} wird hier nach:103 als Eulerkraft bezeichnet (in als „lineare Beschleunigungskraft“). Der Term {\displaystyle {\vec {F}}_{\mathrm {Coriolis} }=-2m({\vec {\omega }}\times {\vec {v}}{\;'})} ist die Corioliskraft.

##### Kräftefreie Bewegung
Entfällt die äußere Kraft {\displaystyle {\vec {F}}}, so berechnet sich die unbekannte Relativbewegung im beschleunigten Bezugssystem ausschließlich durch die Trägheitskraft {\displaystyle {\vec {F}}_{T}}. Um die Trägheitskraft zu berechnen, ist die Kenntnis eines Inertialsystems hier erforderlich:
{\displaystyle m{\vec {a}}{\;'}={\vec {F}}_{T}}
Anwendungsfall: Wie bewegen sich die Funken, wenn sie sich von der Schleifscheibe ablösen.

##### Vorgegebene Bewegung
Ist die Relativbewegung bekannt, z. B. durch die Beobachtung von Planetenbahnen in einem erdfesten System, kann daraus auf die Gesamtkraft geschlossen werden.
{\displaystyle {\vec {F}}+{\vec {F}}_{T}=m{\vec {a}}{\;'}}
Kann eine äußere Kraft ausgeschlossen oder vernachlässigt werden, z. B. bei den Funken, die sich von der Schleifscheibe lösen, kann die Trägheitskraft berechnet werden, die für die vorgegebene Bewegung erforderlich ist. Dabei muss die Bewegung des Bezugssystems selbst nicht berücksichtigt werden.
{\displaystyle {\vec {F}}_{T}=m{\vec {a}}{\;'}}

## Trägheitskraft und Machsches Prinzip
Im Rahmen der Newtonschen Mechanik ist es möglich, theoretisch schon einem einzigen Körper im ansonsten leeren Universum Eigenschaften wie Ort, Geschwindigkeit, Beschleunigung, Trägheit und damit auch Trägheitskraft zuzuschreiben. Die begriffliche Grundlage hierfür sind die Annahmen eines absoluten Raums und einer absoluten Zeit, die durch die Spezielle Relativitätstheorie und die Allgemeine Relativitätstheorie aber als unhaltbar erkannt wurden. Schon vorher hatte Ernst Mach in einem nach ihm benannten Prinzip gefordert, die Gesetze der Mechanik so abzufassen, dass nur die Relativbewegungen der im Weltall verteilten Massen eine Rolle spielen. Dann müssen aber auch Trägheit und Trägheitskraft eines Körpers auf einer Wechselwirkung mit anderen Körpern beruhen.

## Gravitationskraft als Trägheitskraft

### Begriffsbildung
Die erste der oben beschriebenen Trägheitskräfte
{\displaystyle {\vec {F}}_{T}=-m\,{\vec {a}}_{B}}
hat alle Eigenschaften eines homogenen Schwerefelds
{\displaystyle {\vec {F}}_{S}=m\,{\vec {g}}}.
Sie ist proportional zur Masse des Körpers und hängt ansonsten von keinen anderen seiner Eigenschaften ab. Sie lässt sich an ihren Wirkungen daher nicht von einer effektiven Schwerkraft gemäß
{\displaystyle {\vec {g}}=-{\vec {a}}_{B}}
unterscheiden.
Nur wenn die Schwerebeschleunigung {\displaystyle {\vec {g}}} eine im betrachteten Bezugssystem von vornherein feststehende Größe ist, wie sie etwa durch das Newtonsche Gravitationsgesetz oder durch die im Alltag und in der Technik übliche Festsetzung der Erdbeschleunigung {\displaystyle g} bestimmt ist, ist auch eine Trägheitskraft der Form {\displaystyle {\vec {F}}_{T}=-m\,{\vec {a}}_{B}} eindeutig zu identifizieren. Anderenfalls könnte man von einem mit {\displaystyle {\vec {a}}_{B}} beschleunigten Bezugssystem sagen, es handle sich um ein Inertialsystem, in dem eine Schwerebeschleunigung {\displaystyle {\vec {g}}'} herrscht. In diesem Sinn gilt daher auch ein geradlinig beschleunigtes Bezugssystem als Inertialsystem.
Zu einem gegebenen Gravitationsfeld {\displaystyle {\vec {g}}} lässt sich stets ein beschleunigtes Bezugssystem definieren, in dem die effektive Schwerebeschleunigung {\displaystyle {\vec {g}}'} die Gravitationskräfte gerade kompensiert, und zwar unabhängig von der Bewegung und der Art des Körpers. Dazu muss dieses Bezugssystem nur mit {\displaystyle {\vec {a}}_{B}={\vec {g}}} beschleunigt sein, d. h., es muss gegenüber dem ruhenden System einen freien Fall ausführen. Innerhalb des fallenden Bezugssystems würden weder Gravitations- noch Trägheitskräfte zu beobachten sein, da sie sich ja exakt aufheben. Allerdings gilt dies wegen der Inhomogenität eines jeden realen Gravitationsfelds immer nur lokal, d. h. genähert in einem hinreichend kleinen Raumgebiet.
Diese Beobachtung lässt sich umdeuten, indem man das frei fallende Bezugssystem als das hier allein gültige Inertialsystem definiert. Dann ist das vorherige Bezugssystem, in dem Gravitation herrscht, kein Inertialsystem mehr, denn von dem neuen Inertialsystem aus gesehen bewegt es sich entgegengesetzt zum freien Fall, also beschleunigt. In diesem System treten dann Trägheitskräfte auf, die exakt mit den vorher dort festgestellten Gravitationskräften übereinstimmen und sie daher vollständig „erklären“ können. Unter einem Inertialsystem versteht man dann nur ein solches, in dem keine Gravitation herrscht. Gravitationskraft als ein eigenständiges Phänomen existiert in dieser Beschreibung nicht. Sie wird zu einer Trägheitskraft, die nur in Bezugssystemen auftritt, die keine solchen Inertialsysteme sind. Diese Feststellung ist gleichbedeutend mit dem Äquivalenzprinzip, der Grundlage der allgemeinen Relativitätstheorie.
Im Rahmen der allgemeinen Relativitätstheorie muss allerdings das Prinzip fallen gelassen werden, dass ein für das ganze Universum gültiges Inertialsystem mit euklidischer Geometrie definiert werden kann. Für hinreichend kleine Bereiche von Raum und Zeit lassen sich jedoch weiterhin Inertialsysteme definieren. Die gesamte Raumzeit wird durch eine vierdimensionale, gekrümmte Mannigfaltigkeit beschrieben. Die allgemeine Relativitätstheorie geht über das Newtonsche Gravitationsgesetz hinaus und ist die heute anerkannte Theorie der Gravitation.

### Beispiel
Als Beispiel sei erklärt, warum ein Fahrgast in einem bremsenden Zug auf horizontaler Strecke das gleiche Erlebnis hat wie bei gleichförmiger Fahrt auf abschüssiger Strecke. In dem bremsenden Wagen ergibt die Summe der nach unten gerichteten Gravitationskraft und der nach vorne gerichteten Trägheitskraft eine Gesamtkraft, die schräg nach vorne gerichtet ist. Um ruhig stehen zu können, muss die Gesamtkraft aber längs der Körperachse vom Kopf zu den Füßen gerichtet sein, weshalb man sich entweder nach hinten neigen oder durch Festhalten eine dritte Kraft ins Spiel bringen muss, mit der die Gesamtkraft wieder senkrecht zum Wagenboden ist. Das Gleiche zeigt sich, wenn der Wagen steht oder mit konstanter Geschwindigkeit fährt, aber die Strecke abschüssig ist. Dann wirkt keine der Trägheitskräfte aus der Newtonschen Mechanik, aber die Gravitationskraft zieht nicht mehr im rechten Winkel zum Boden, sondern schräg nach vorne. Fasst man die Gravitationskraft auch als Trägheitskraft auf, ist die Erklärung in beiden Fällen die gleiche.